# Просалентис, Павлос (младший)
Павлос Просалентис младший (греч. Παύλος Προσαλέντης, ο νεότερος; 1857, Керкира — 1894, Александрия) — греческий художник. Именуется историками искусства младший, чтобы отличить его от первого профессионального скульптора новейшей Греции Павлоса Просалентиса (1784—1837), приходившегося ему дедом.

## Биография

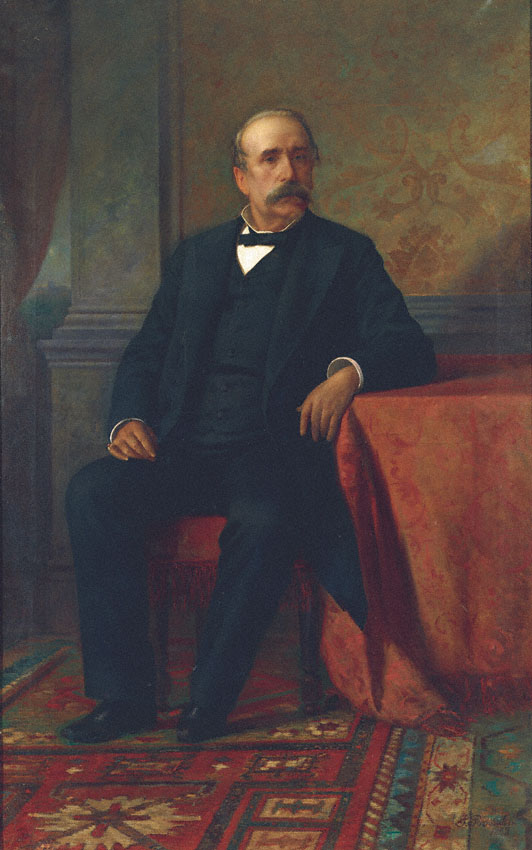
Аверофф, Георгиос.

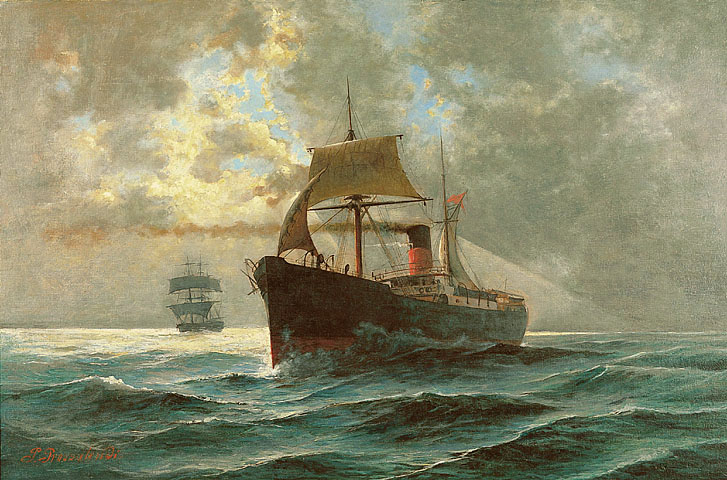
Корабль в море

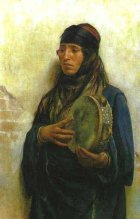
Восточная краса

Павлос Просалентис родился в 1857 году на острове Керкира. Происходил из известного рода острова и был сыном художника Спиридона Просалентиса. Его брат, Эмилиос, также стал известным
художником-маринистом, а сестра, Элени, известной художницей-портретисткой.
Павлос Просалентис учился на Керкире, в Венеции и в Париже (некоторые источники указывают Афины, Неаполь и Париж).
Просалентис вернулся в Грецию в 1870 году.
После непродолжительного пребывания на Керкире он уехал в Египет и обосновался в Александрии, где выполнил большинство своих работ.
Просалентис был подвержен влиянию искусства позднего Возрождения, которое сказывается на его портретах: «Димитрис Вулгарис» (1870), «Харилаос Трикупис» (1880), «Яннис Диовуниотис» (1884) и «Кирьякулис Мавромихалис» (1886).
Павлос Просалентис, так же как и его брат, Эмилиос, писал картины на морскую тематику.
Живя и работая в Александрии, Павлос Просалентис писал картины и портреты египетской и восточной тематики, а также портреты представителей греческой общины Египта. Однако портрет греческого мецената Георгия Авероффа Просалентис выполнил по фотографии мецената. Портрет принадлежал Греческой гимназии Авероффа Александрии. После закрытия гимназии портрет был передан Галерее Аверофф в Мецово, Греция.
Павлос Просалентис умер в Александрии в 1894 году.
Работы Павлоса Просалентиса выставлены в Историческом музее Афин, в Парламенте эллинов, в Муниципальной галерее Керкиры и других публичных галереях. Некоторые картины хранятся в частных коллекциях и выставляются на аукционах Sothebys.